# Microplitis niger
Microplitis niger är en stekelart som beskrevs av De Saeger 1944. Microplitis niger ingår i släktet Microplitis och familjen bracksteklar. Inga underarter finns listade i Catalogue of Life.